# Bulbophyllum reptans
Bulbophyllum reptans é uma espécie de orquídea (família Orchidaceae) pertencente ao gênero Bulbophyllum. Foi descrita por John Lindley e Nathaniel Wallich em 1829.